# Lee McNeill
Lee Vernon McNeill (ur. 2 grudnia 1964 w Lumberton w stanie Karolina Północna, zm. 29 września 2021 w Fayetteville) – amerykański lekkoatleta specjalizujący się w biegach sprinterskich, uczestnik letnich igrzysk olimpijskich w Seulu (1988).

## Sukcesy sportowe
W 1985 zdobył w Kobe brązowy medal letniej uniwersjady w biegu na 100 metrów. W 1987 zdobył złoty medal mistrzostw świata w biegu sztafetowym 4 x 100 metrów (wspólnie z Lee McRae'em, Harveyem Glance'em i Carlem Lewisem). W 1987 sztafeta amerykańska w tym samym składzie zdobyła również złoty medal igrzysk panamerykańskich, rozegranych w Indianapolis. W 1988 wystąpił w reprezentacji Stanów Zjednoczonych w sztafecie 4 x 100 metrów na olimpiadzie w Seulu, jednakże z powodu błędu podczas jednej ze zmian w biegu kwalifikacyjnym drużyna amerykańska została zdyskwalifikowana i odpadła z dalszej rywalizacji.

## Rekordy życiowe
- bieg na 50 jardów (hala) – 5,37 – Hamilton 15/01/1988
- bieg na 50 metrów (hala) – 5,71 – Hamilton 13/01/1989
- bieg na 55 metrów (hala) – 6,14 – Oklahoma 14/03/1986
- bieg na 60 metrów (hala) – 6,64 – Fairfax 14/02/1988
- bieg na 100 metrów – 10,09 – Tampa 17/06/1988
- bieg na 100 metrów (hala) – 10,43 – Johnson City 26/01/1990
- bieg na 200 metrów – 20,60 – Charlottesville 10/05/1986